# Макарев
Макарев (на руски: Макарьев) е град в Русия, административен център на Макаревски район, Костромска област. Населението на града към 1 януари 2018 е 6579 души.